# Сожак
Сожа́к (фр. и окс. Saujac) — коммуна во Франции, находится в регионе Окситания. Департамент — Аверон. Входит в состав кантона Вильнёв. Округ коммуны — Вильфранш-де-Руэрг.
Код INSEE коммуны — 12261.
Коммуна расположена приблизительно в 490 км к югу от Парижа, в 110 км севернее Тулузы, в 60 км к западу от Родеза.

## Население
Население коммуны на 2008 год составляло 133 человека.
| 1962 | 1968 | 1975 | 1982 | 1990 | 1999 | 2008 |
| ---- | ---- | ---- | ---- | ---- | ---- | ---- |
| 157  | 172  | 161  | 155  | 136  | 139  | 133  |

## Экономика
В 2007 году среди 85 человек в трудоспособном возрасте (15—64 лет) 45 были экономически активными, 40 — неактивными (показатель активности — 52,9 %, в 1999 году было 68,8 %). Из 45 активных работали 43 человека (21 мужчина и 22 женщины), безработными были 2 женщины. Среди 40 неактивных 7 человек были учениками или студентами, 22 — пенсионерами, 11 были неактивными по другим причинам.

## Фотогалерея

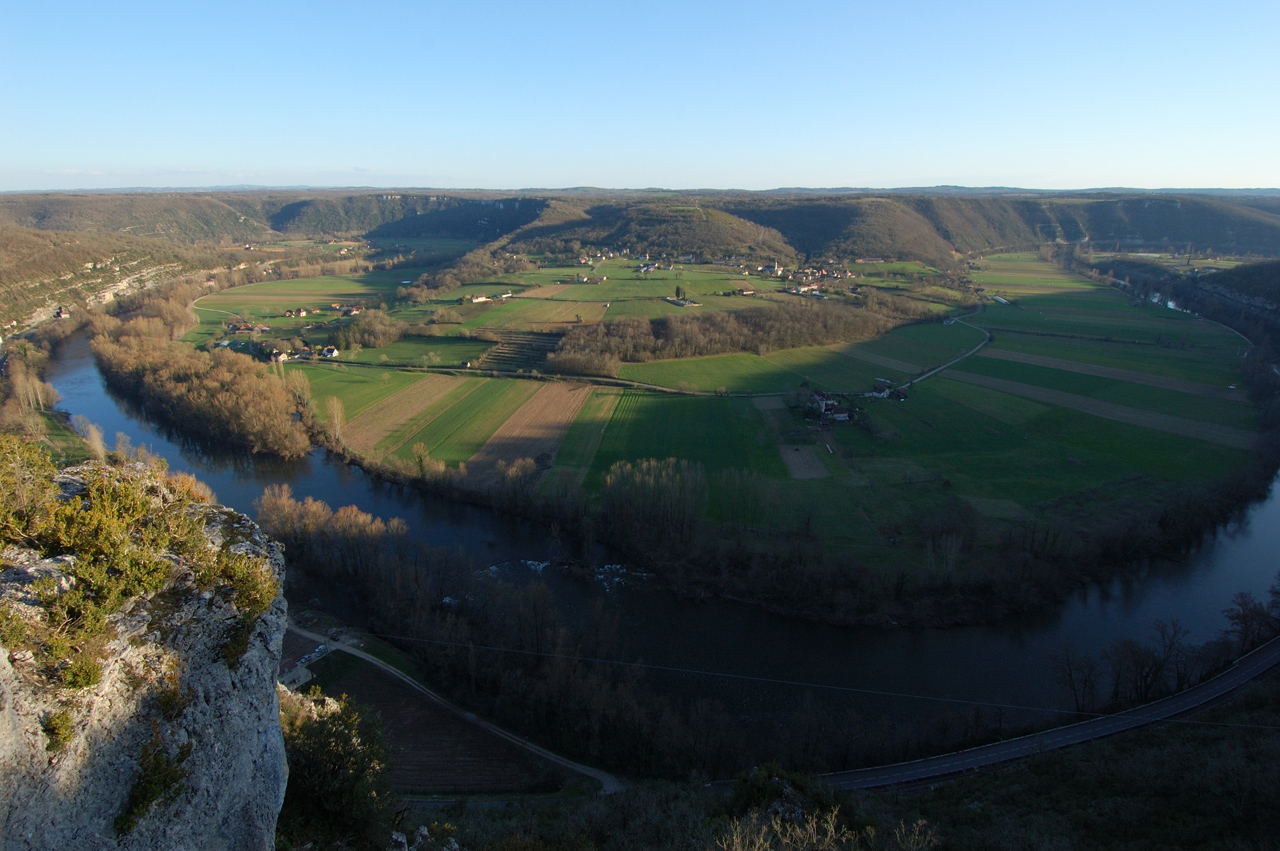
Сожак
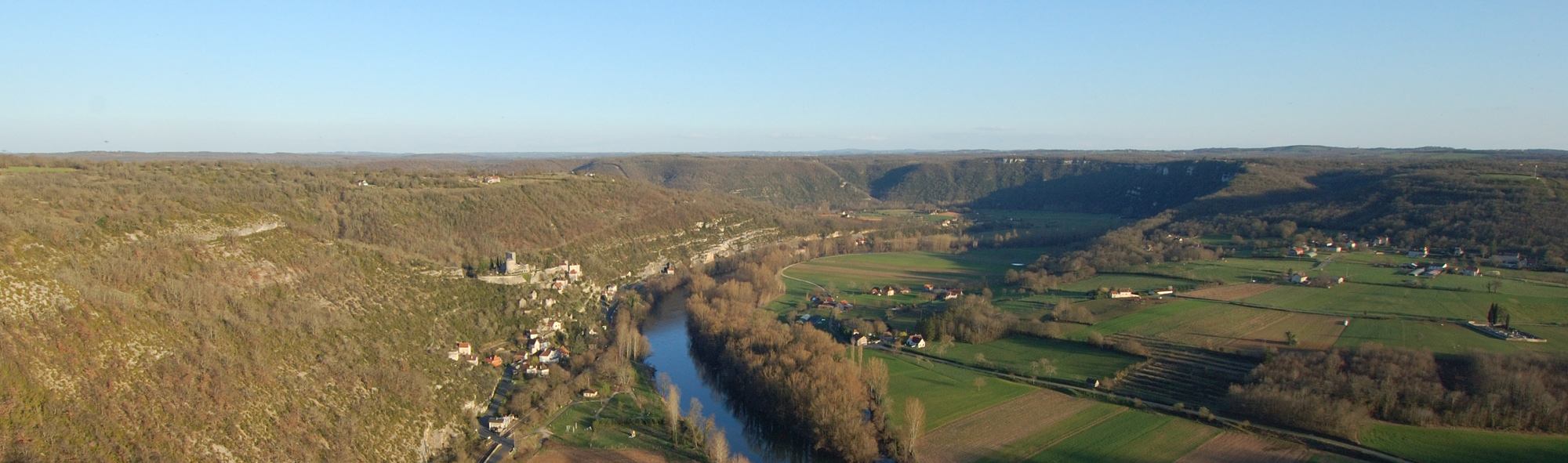
Сожак
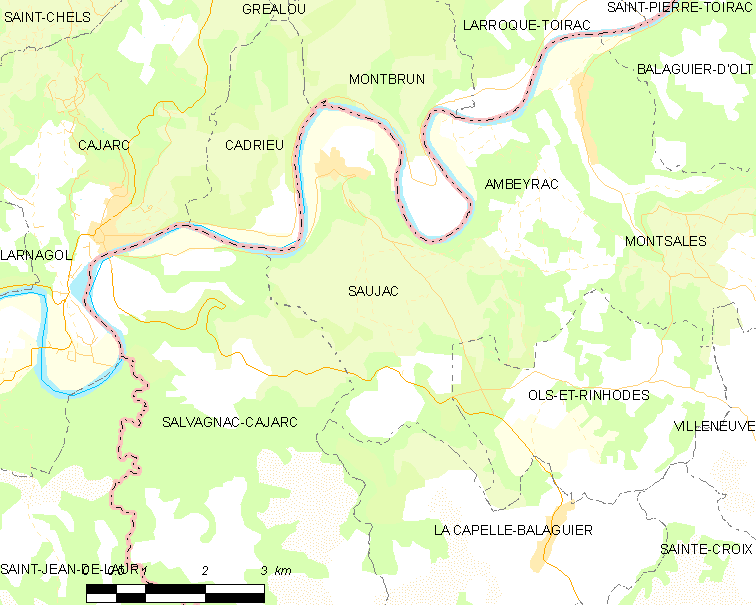
Карта коммуны